# Festival Message To Man
Message to Man (en russe : Послание к Человеку, Poslaniye k Chelovyeku) est un festival international de films documentaires, de courts métrages et de films d'animation, qui se tient chaque année en septembre à Saint-Pétersbourg, en Russie, depuis 1988.

## Historique
Message to Man a commencé en 1988, en URSS comme biennale du film documentaire. Depuis 1993, il se tient tous les ans. En 1994, est incluse une section dédiée aux courts métrages et aux films d'animation.